# La Canourgue
 La Canourgue  (en occitano La Canorga) es una población y comuna francesa, situada en la región de Languedoc-Rosellón, departamento de Lozère, en el distrito de Mende. Es el chef-lieu del cantón de La Canourgue.

## Demografía
| 1684 | 1719 | 1850 | 1804 | 1817 | 1922 |
| Para los censos de 1962 a 1999 la población legal corresponde a la población sin duplicidades (Fuente: INSEE [Consultar]) |      |      |      |      |      |